# Dipropyleenglycol
Dipropyleenglycol of DPG is een organische verbinding met als brutoformule C6H14O3. De naam dient eigenlijk om 2 isomerische structuren aan te duiden: 4-oxa-2,6-heptaandiol en 4-oxa-1,7-heptaandiol. De stof komt voor als een licht hygroscopische kleurloze en bijna reukloze vloeistof met een relatief hoog kookpunt. Ze is oplosbaar in ethanol en mengbaar met water.
Dipropyleenglycol is matig irriterend voor de ogen en de huid.

## Synthese
Dipropyleenglycol is in feite een bijproduct dat ontstaat tijdens de bereiding van propyleenglycol. Hierbij wordt propeenoxide gehydrateerd en ontstaat er ongeveer 1,5% DPG.

## Toepassingen
Dipropyleenglycol wordt gebruikt als weekmaker, als tussenstof in industriële chemische reacties, als polymerisatie-initiator en als oplosmiddel. Door zijn lage toxiciteit en goede eigenschappen als oplosmiddel, is deze stof ideaal om te gebruiken als additief in allerhande cosmetica-producten: parfums, lotions, deodorants, shampoo en scheergel.
Wereldwijd wordt er jaarlijks ongeveer 107.000 ton van geproduceerd.